# Rosenau am Sonntagberg
Rosenau am Sonntagberg ist eine Ortschaft der Marktgemeinde Sonntagberg im Bezirk Amstetten in Niederösterreich. Die Ortschaft hat 162 Einwohner (Stand 1. Jänner 2024).

## Geografie
Der Marktort und zugleich der Hauptort von Sonntagberg befindet sich am Fuß des Bergrückens, der von der Basilika Sonntagberg gekrönt wird. Er wird von der Ybbs umspült und von der Weyerer Straße erschlossen. Zur Ortschaft zählt weiters die Wedl-Siedlung.

## Geschichte
Laut Adressbuch von Österreich waren im Jahr 1938 in Rosenau ein Bäcker, ein Bierbrauer, ein Brunnenbauer, ein Fleischer, ein Friseur, drei Gastwirte, drei Gemischtwarenhändler, eine Hebamme, eine Schneiderin, ein Spengler, zwei Trafikanten, ein Viehhändler und ein Landwirt mit Ab-Hof-Verkauf ansässig. Beim Ort gab es zudem eine Ziegelei.